# Mchenga
Genre
Le genre Mchenga regroupe six espèces de poissons de la famille des Cichlidae endémiques du lac Malawi. Elles étaient classées dans les Copadichromis avant 2006.

## Liste d'espèces
Selon FishBase :
- Mchenga conophoros (Stauffer, LoVullo & McKaye, 1993)
- Mchenga cyclicos (Stauffer, LoVullo & McKaye, 1993)
- Mchenga eucinostomus (Regan, 1922)
- Mchenga flavimanus (Iles, 1960)
- Mchenga inornata (Boulenger, 1908)
- Mchenga thinos (Stauffer, LoVullo & McKaye, 1993)

## Référence
- (en) Stauffer & Konings, 2006 : Review of Copadichromis (Teleostei: Cichlidae) with the description of a new genus and six new species. Ichthyological Explorations of Freshwaters, vol. 17, n. 1, p. 9-42 (Introduction originale).